# Орехов, Игорь Владимирович
И́горь Влади́мирович Оре́хов (15 августа 1955, Москва — 6 сентября 2008, там же) — ветеран специального подразделения КГБ СССР Группы «А» (ныне спецподразделение «Альфа»), подполковник КГБ СССР.

## Биография
Родился 15 августа 1955 года в Москве. Окончил среднюю школу № 104 и Московский институт электронного машиностроения. Срочную службу проходил в 1973—1975 годах в Пограничных войсках КГБ СССР, снайпер по квалификации. Высшее образование получил после демобилизации. Сотрудник КГБ с 1980 года, занимал различные должности в комендантском отделе и Оперативно-техническом управлении КГБ СССР.
В рядах группы «А» с 1982 года. По воспоминаниям сослуживцев, Орехов был лидером «третьей десятки» (третьего поколения) военнослужащих Группы «А», при этом не занимая руководящего поста и находясь на должности оперуполномоченного; позже был назначен секретарём партийной организации первого отделения Группы «А». Одной из его первых операций стала операция в Тбилиси 19 ноября 1983 года по освобождению заложников, захваченных грузинскими террористами на борту самолёта Ту-134у. Орехов одним из первых проник на борт самолёта (во второй салон), участвовал в захвате и обезвреживании преступников, получил порезы и ожоги. По воспоминаниям Орехова, он долгое время скрывал правду от жены об участии в штурме самолёта, говоря, что травмировался в Полевом учебном центре. Награждён орденом за операцию в Тбилиси.
Участник боевых действий в Афганистане в 1986 году, служил в составе Керкинского отряда. Действовал вместе с его десантно-штурмовой группой, Мардианской и Шиберданской мотоманевренными группами. Участник общевойскового ночного боя у кишлака Бармазиет зимой и ликвидации караванов с оружием. Участвовал позже в операции по обезвреживанию террористов в Уфе, захвативших самолёт Ту-134 20 сентября 1986 года.
10 мая 1989 года в Саратове Орехов участвовал в операции по обезвреживании группы уголовников, захвативших семью Просвириных (в том числе и маленького ребёнка) в заложники в квартире жилого дома — это была первая операция «Альфы» по штурму квартиры. Операцией руководили командир группы Виктор Карпухин и его заместитель Михаил Головатов. Орехов был в составе группы захвата, ему предстояло спуститься с верхнего этажа в окно захваченной квартиры. В ходе операции он порезал руку и ногу. Отмечен наградами от Седьмого управления КГБ СССР за операцию в Саратове.
С 11 по 15 августа 1990 года участвовал в нейтрализации преступников, сбежавших из ИВС Сухуми и захвативших заложников. Бандиты потребовали микроавтобус РАФ, на котором собирались покинуть изолятор. Как снайпер, не был включён в группу штаба, а занимался подготовкой к ликвидации главаря банды. После разговоров с командиром группы «А» В. Ф. Карпухиным был переведён в группу захвата (штурмовую группу). Одним из первых ворвался в автобус, прыгнув на водителя и нейтрализовав одного из бандитов (бил его молотком по руке). Был ранен в шею выстрелом из мелкокалиберного пистолета Марголина (стрелял М. Дзидзария).
После ранения был переведён на другую работу в системе КГБ, однако, по некоторым данным, участвовал в вильнюсских событиях 1991 года как старший уполномоченный 1-го отделения. Окончательно в 1992 году вернулся в Группу «А». В отставке с 1993 года.

## В отставке
Подполковник Игорь Орехов был награждён орденами Красного Знамени и Красной Звезды, а также рядом медалей (в том числе и Почётным знаком «За вклад в развитие Ассоциации ветеранов подразделения антитеррора „Альфа“»). Один из создателей Ассоциации ветеранов подразделения антитеррора «Альфа» в октябре 1992 года, до 2008 года был членом Совета организации. Участник памятных мероприятий военнослужащих Группы «А», проводившихся в День работника органов безопасности Российской Федерации, в День Победы и в другие дни (в том числе в годовщины смертей сослуживцев).
В 2002 году участвовал в оказании помощи членам группы «Альфа» во время теракта на Дубровке.

## Личная жизнь
Супруга — Наталья. Сын — Дмитрий, несколько лет служил в «Альфе», после чего перешёл в другое закрытое подразделение ФСБ.
За время службы в Группе «А» и после своего увольнения в запас Игорь Орехов отмечался сослуживцами как «человек жизнерадостный, заводной, компанейский», который научил бойцов группы «компромиссу во многих вещах» и назывался патриотом Советского Союза и России. Оказывал всю посильную помощь личному составу «Альфы» и её ветеранам. Хобби — рыбалка.

## Смерть
Игорь Владимирович Орехов скончался 6 сентября 2008 года после продолжительной болезни, с которой боролся на протяжении четырёх с половиной лет. Прощание прошло 10 сентября 2008 года в Ритуальном зале при Центральном госпитале ФСБ на Пехотной улице, в храме Софии на Лубянке была проведена поминальная служба. Похоронен на Востряковском кладбище с воинскими почестями, в 2009 году на могиле был установлен памятник.

## Комментарии
1. ↑  По другим данным, Игорь Орехов умер 10 сентября 2008 года[1][2]